# Bluetown
Bluetown è un census-designated place (CDP) degli Stati Uniti d'America della contea di Cameron nello Stato del Texas. La popolazione era di 356 persone al censimento del 2010. Prima del censimento del 2010 la comunità faceva parte del CDP di Bluetown-Iglesia Antigua. Fa parte dell'area metropolitana di Brownsville-Harlingen.

## Geografia fisica
Bluetown si trova nel sud-ovest della contea di Cameron, confina ad ovest con Iglesia Antigua e a sud con il Rio Grande, che forma il confine tra il Messico e gli Stati Uniti. La U.S. Route 281 attraversa la comunità, conducendo a sud-est 26 miglia (42 km) di Brownsville e ad ovest 29 miglia (47 km) di Hidalgo. La Feria si trova 6 miglia (10 km) a nord.
Secondo lo United States Census Bureau, il CDP ha un'area totale di 0,93 miglia quadre (2,4 km²), di cui 0,93 miglia quadre (2,4 km²) occupate da terre e 0,03 miglia quadre (0,08 km²), o 0.69%, d'acqua.

## Società

### Evoluzione demografica
Secondo il censimento del 2010, c'erano 356 persone.

### Etnie e minoranze straniere
Secondo il censimento del 2010, la composizione etnica della città era formata dal 53,65% di bianchi, lo 0% di afroamericani, lo 0,56% di nativi americani, lo 0,28% di asiatici, lo 0% di oceanici, il 45,51% di altre razze, e lo 0% di due o più etnie. Ispanici o latinos di qualunque razza erano il 96,35% della popolazione.